# Regata Sevilla-Betis

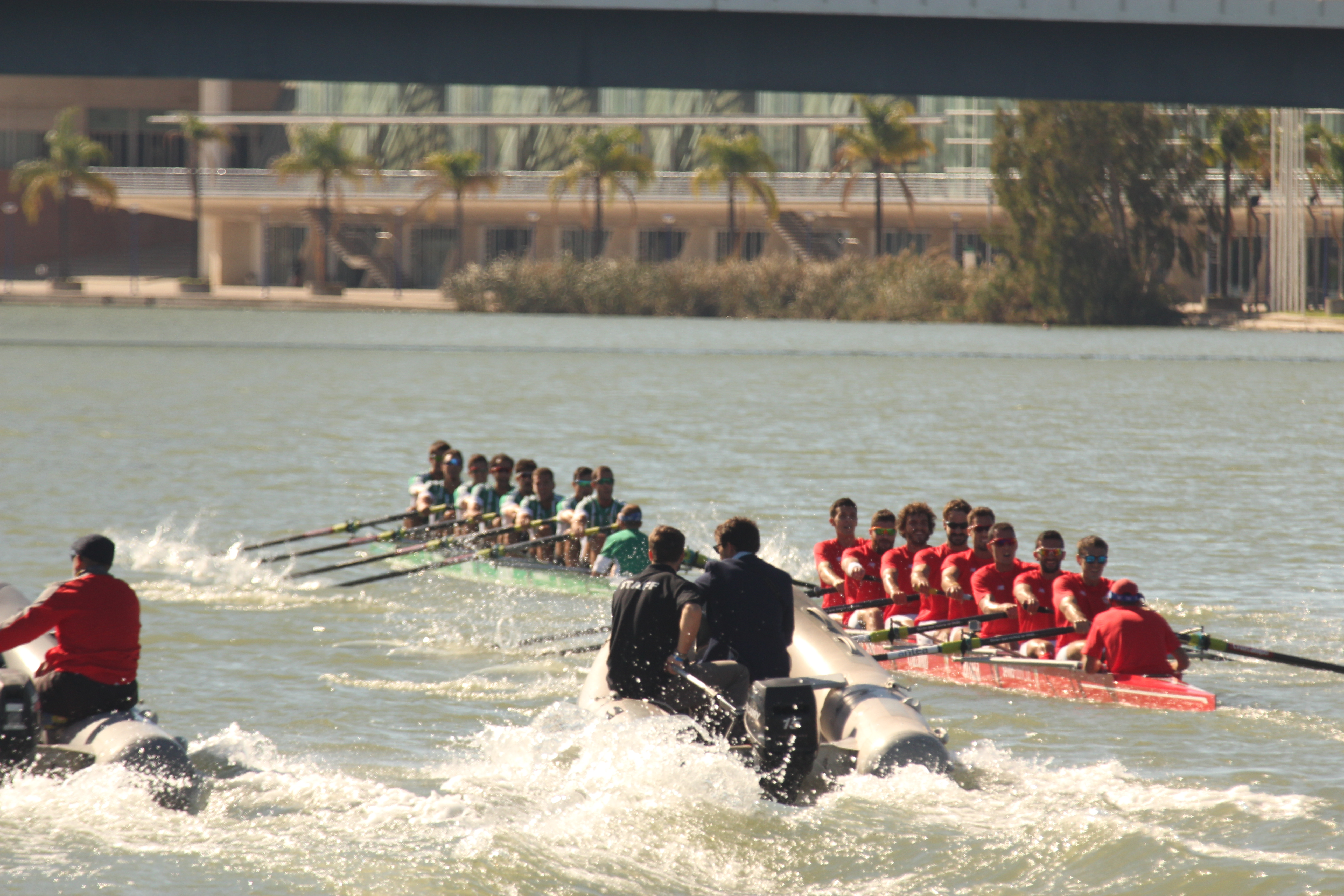
Embarcaciones del Betis y del Sevilla en la Regata Sevilla Betis de 2015 en su paso por la Pasarela de la Cartuja

La Regata Sevilla-Betis es una competición de remo que se celebra anualmente en la mañana del segundo sábado de cada noviembre, en Sevilla, entre dos embarcaciones formadas por remeros de los distintos clubes de remo locales (Real Círculo de Labradores, Club Náutico Sevilla, Club de Remo Guadalquivir 86 y Club de Remo Río Grande) que se identifican con los dos equipos principales de fútbol de la ciudad, el Sevilla Fútbol Club y el Real Betis Balompié. El 9 de noviembre de 2024 celebró su última edición, correspondiente a la 58.ª edición.
La regata se disputa en las aguas del Río Guadalquivir sobre una distancia de unos 6200 m, y desde 2013 la salida se sitúa en la dársena de San Jerónimo a 300 m del puente del Alamillo, junto al Parque del mismo nombre, y llegada en el muelle de las Delicias en el Acuario de Sevilla frente al Club Náutico de Sevilla. En ella se enfrentan dos embarcaciones de remo llamadas Ocho con timonel (8+), en la que reman 8 remeros y un timonel, que en esta regata tiene un protagonismo mayor debido a las varias curvas que tiene el recorrido.

## Historia

### Los inicios (I a III edición)
La historia de la Regata Sevilla-Betis se remonta a los comienzos del remo en Sevilla por parte del casi recién fundado Club Náutico Sevilla que empezó a remar en 1956. La idea de crear esta regata la concibe Miguel López Torrontegui en 1960 por tratar de llevar la rivalidad entre los dos equipos de fútbol sevillanos al ámbito del remo. Para entonces en Sevilla ni siquiera existían las embarcaciones en que se disputa la prueba, el ocho con timonel, que eran y son barcos caros. Entonces Torróntegui, junto con Miguel Muñoz, representante de la firma Molfort's, se dirigieron a los clubes de fútbol y éstos acogieron la idea con entusiasmo y adquirieron cada uno una embarcación.
La primera regata de celebró en  octubre de 1960. La tripulación bética partía como favorita con remeros de más renombre, pero la rotura de un remo en la embarcación bética les obliga a remar con 7 remeros. El resultado de la primera I Regata Sevilla-Betis fue la victoria para el Sevilla F. C. Los remeros del Sevilla eran De la Torre, Lara, Justo, Hidalgo, Ocaña, Josele, Muñoz y Delgado con Ignacio Muñoz como timonel; mientras que la bética estaba formada por Enrique Castelló José Antonio Sahuquillo, José Luis Pachón, Rafael Lancha, Pepe Montllor, Eduardo Gutiérrez, Luis Losas, Javi López y Miguel Cantero al timón.
Las dos siguientes ediciones, 1961 y 1962 suponen otras dos victorias sevillistas. Por problemas de falta de posibilidades de organización se deja de celebrar la regata hasta la edición de 1970.

### De la IV a la X edición
En 1970 se comienza una nueva etapa en la que existen ya dos clubes de remo en la capital andaluza, el Náutico y el Real Círculo de Labradores.

### A partir de la XLVII edición
En la 47 edición de 2013 se cambió el sentido de la regata, de norte a sur, con salida en la reciente Pasarela de San Jerónimo junto al Puente del Alamillo, y su llegada poco antes del Puente de las Delicias. De esta forma la Regata consigue tener más parte del recorrido en las zonas céntricas de Sevilla y que se pueda seguir completamente en bicicleta o patines por la orilla, además de acabar en un rehabilitado muelle de las Delicias con amplia capacidad para acoger la gran cantidad de público presente en el final de la Regata.

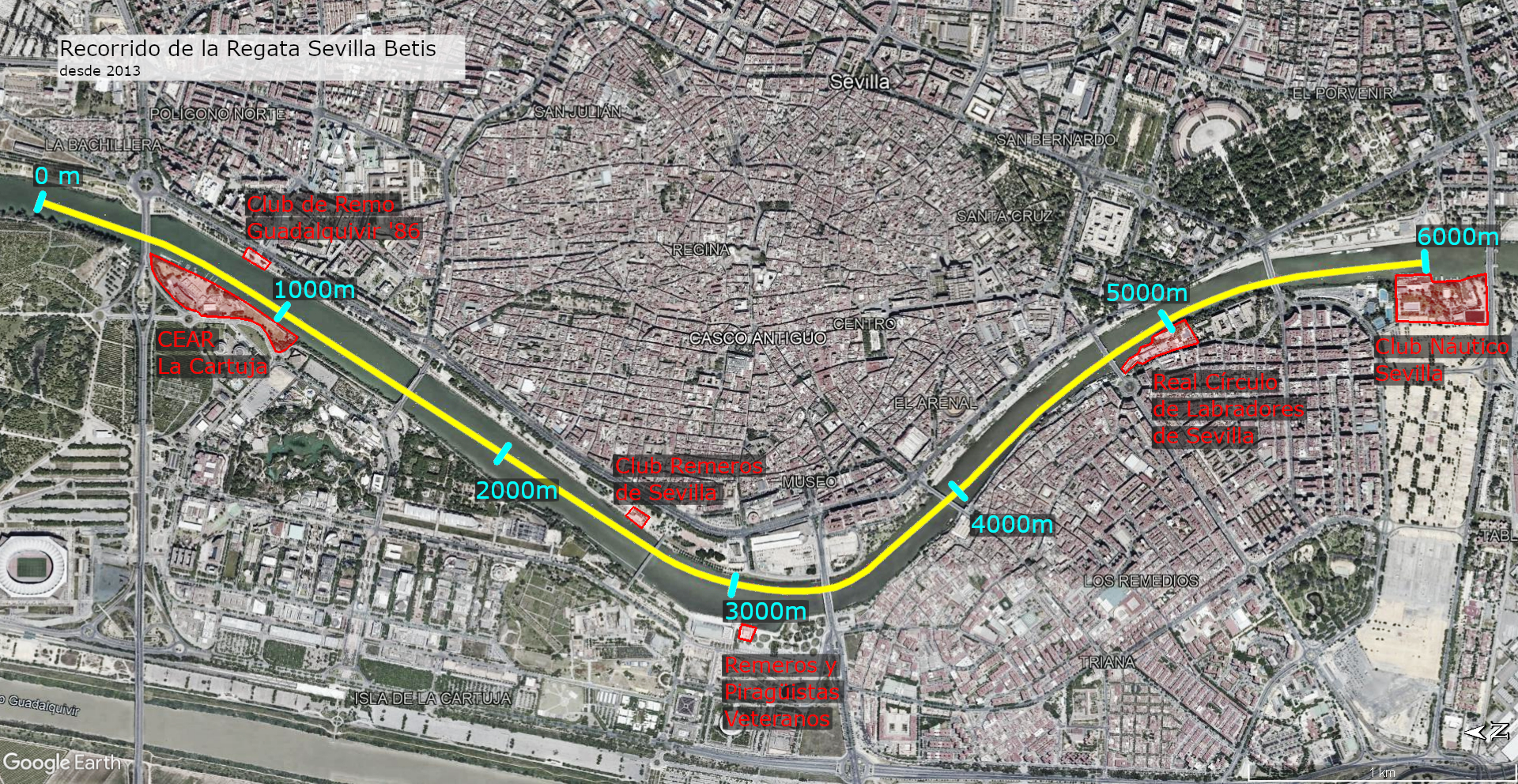
Recorrido de la Regata Sevilla Betis desde el año 2013. En el mapa se muestra la longitud de la regata cada 1000 m y los principales clubes de remo de la ciudad a lo largo del recorrido en la Dársena del Guadalquivir.

### Edición LI
A partir de la edición 51 de 2017 se introducen dos cambios importantes. El primero es que la regata femenina pasa a disputarse sobre una distancia de 6000 m, equiparándose a la distancia habitual de la regata masculina. El segundo cambio es que la antigua regata para juveniles, pasa a denominarse "aspirantes", y se trata de una edición para los remeros que no han conseguido clasificar para la absoluta, sean juveniles o no. Esta edición de aspirantes se rema sobre la misma distancia que lo hacían los juveniles: 1000m.

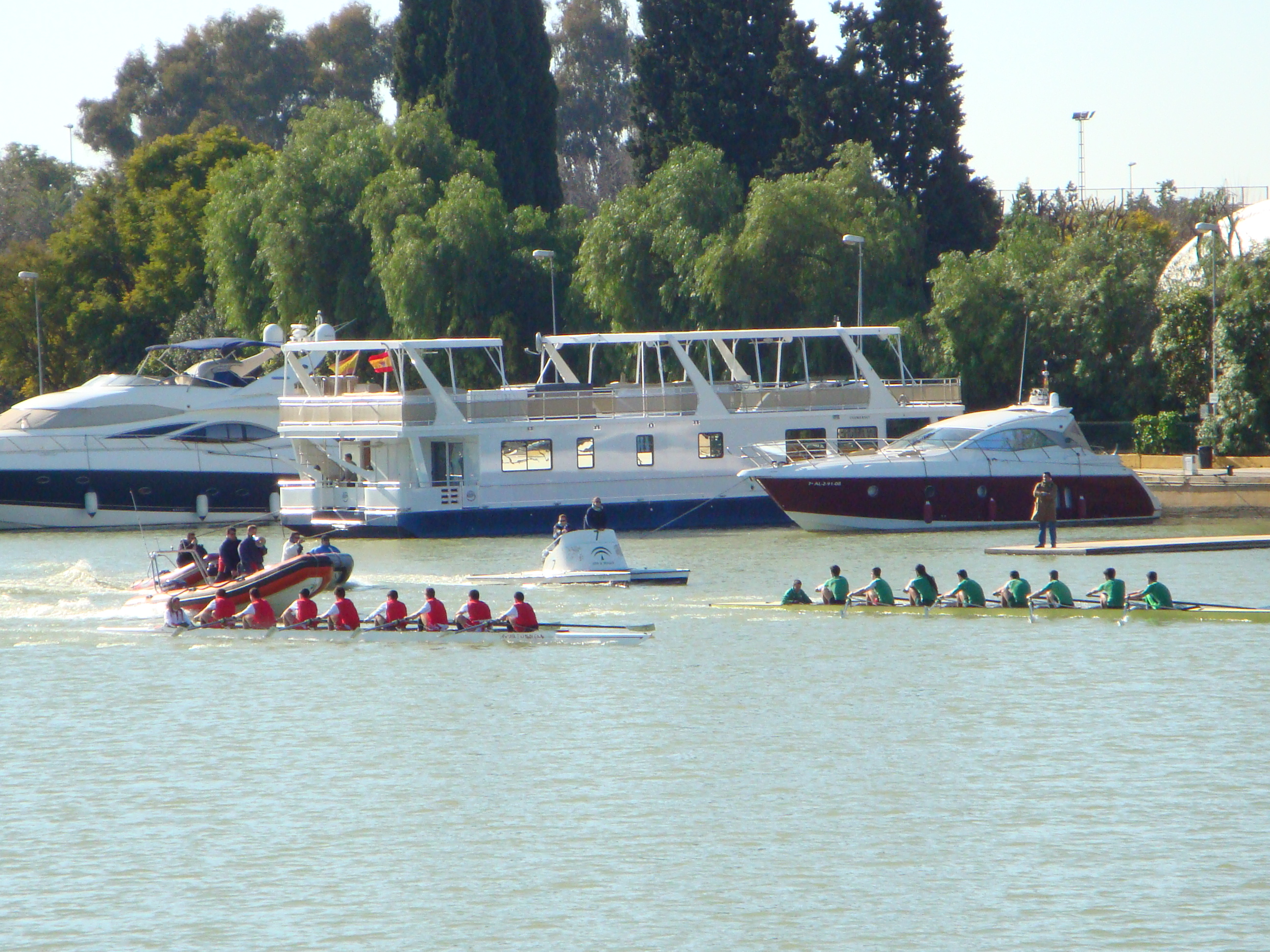
Las dos tripulaciones a su paso por el Club Náutico Sevilla en la regata absoluta de la edición de 2009

### Edición LVI
En el año 2022 se introducen dos nuevas categorías: veteranos femenina y aspirantes femenina. Con estas dos nuevas incursiones, ya son 6 las regatas oficiales que se disputan en este día de deporte sevillano.

## Regatas especiales
| Evento                                 | 1.º Puesto   | 2.º Puesto      | 3.º Puesto      | 4.º Puesto   |
| -------------------------------------- | ------------ | --------------- | --------------- | ------------ |
| Exposición Universal de Sevilla (1992) | Univ. Oxford | Sevilla FC      | Univ. Cambridge | Real Betis   |
| X Aniversario "Expo 92" (2002)         | Univ. Oxford | Univ. Cambridge | Real Betis      | Sevilla FC   |
| Cententario del Sevilla F. C. (2005)   | Real Betis   | Univ. Cambridge | Sevilla FC      | Univ. Oxford |
| GP Euskadi Basque Country (2016)       | Real Betis   | Sevilla FC      | Euskadi         | Málaga CF    |

### Exposición Universal de Sevilla(Expo '92)
El 19 de septiembre de 1992 con motivo de la Exposición Universal que se estaba celebrando en Sevilla se realizó una regata entre los clubes locales y los remeros de la famosa Regata Oxford-Cambridge. El primer puesto fue conseguido por la Universidad de Oxford, seguido por el Sevilla Fútbol Club y finalizando el podio la Universidad de Cambridge. El bote del Real Betis Balompié fue el último en entrar en la meta.

### X Aniversario de la Expo '92 (2002)
El 27 de septiembre de 2002 dentro de los actos conmemorativos del X Aniversario de la Exposición Universal volvió a reeditarse la regatada disputada 10 años atrás. La regata fue realizada sobre dos distancias: 2000 metros y 500 metros. En la primera distancia el resultado fue: Universidad de Oxford, Real Betis Balompié y Universidad de Oxford. En la distancia de 500 metros, la vencedora volvió a ser la embarcación oxoniense, seguida de la cantabrigense y cerrando el podio la embarcación sevillista. La clasificación definitiva se obtuvo sumando la media de ambas pruebas, dando un resultado final de: Universidad de Oxford, Universidad de Cambridge, Real Betis Balompié y Sevilla Fútbol Club.

### Centenario del Sevilla FC(2005)
El 17 de septiembre de 2005, la regata se celebró en las inmediaciones del Centro de Alto Rendimiento de la Isla de la Cartuja (CEAR) y su recorrido fue de 500 metros en tres series. El ocho con timonel del Real Betis se impuso en la general al ganar las tres series disputadas, el segundo puesto fue para la Universidad de Cambridge, el tercero para el Sevilla FC y el cuarto para la Universidad de Oxford.

## Palmarés

### Histórico
| Club                | Absoluta Mas. | Absoluta Fem. | Juvenil/Aspirantes Mas. | Aspirantes Fem. | Veteranos Mas. | Veteranos Fem. |
| ------------------- | ------------- | ------------- | ----------------------- | --------------- | -------------- | -------------- |
| Sevilla Fútbol Club | 30            | 15            | 19                      | 2               | 7              | 2              |
| Real Betis Balompié | 28            | 20            | 20                      | 1               | 22             | 1              |

Las gráficas a continuación muestran la evolución histórica de las victorias acumuladas en cada categoría:
|           |
| Masculina |

|          |
| Femenina |

|                   |
| Aspirante/juvenil |

|          |
| Veterana |

### Regata a regata
| Edición | Año  | Fecha            | Masculina | Femenina | Aspirantes Masculinos | Aspirantes Femeninas | Veteranos | Veteranas |
| ------- | ---- | ---------------- | --------- | -------- | --------------------- | -------------------- | --------- | --------- |
| 1       | 1960 | 16 de octubre    | Sevilla   |          |                       |                      |           |           |
| 2       | 1961 | 15 de octubre    | Sevilla   |          |                       |                      |           |           |
| 3       | 1962 | 14 de octubre    | Sevilla   |          |                       |                      |           |           |
| 4       | 1970 |                  | Sevilla   |          |                       |                      |           |           |
| 5       | 1971 |                  | Betis     |          |                       |                      |           |           |
| 6       | 1972 |                  | Sevilla   |          |                       |                      |           |           |
| 7       | 1973 |                  | Betis     |          |                       |                      |           |           |
| 8       | 1974 |                  | Betis     |          |                       |                      |           |           |
| 9       | 1975 |                  | Sevilla   |          |                       |                      |           |           |
| 10      | 1976 |                  | Betis     |          |                       |                      |           |           |
| 11      | 1977 |                  | Sevilla   |          |                       |                      |           |           |
| 12      | 1978 |                  | Sevilla   |          |                       |                      |           |           |
| 13      | 1979 |                  | Betis     |          |                       |                      |           |           |
| 14      | 1980 |                  | Betis     |          |                       |                      |           |           |
| 15      | 1981 |                  | Sevilla   |          |                       |                      |           |           |
| 16      | 1982 |                  | Sevilla   |          |                       |                      |           |           |
| 17      | 1983 |                  | Sevilla   |          |                       |                      |           |           |
| 18      | 1984 |                  | Sevilla   |          |                       |                      |           |           |
| 19      | 1985 |                  | Betis     |          |                       |                      |           |           |
| 20      | 1986 |                  | Sevilla   |          | Betis                 |                      |           |           |
| 21      | 1987 |                  | Sevilla   |          | Betis                 |                      |           |           |
| 22      | 1988 |                  | Sevilla   |          | Betis                 |                      |           |           |
| 23      | 1989 |                  | Sevilla   |          | Sevilla               |                      |           |           |
| 24      | 1990 |                  | Sevilla   | Sevilla  | Sevilla               |                      |           |           |
| 25      | 1991 |                  | Sevilla   | Betis    | Betis                 |                      |           |           |
| 26      | 1992 |                  | Betis     | Betis    | Sevilla               |                      |           |           |
| 27      | 1993 |                  | Sevilla   | Betis    | Sevilla               |                      |           |           |
| 28      | 1994 |                  | Sevilla   | Betis    | Sevilla               |                      |           |           |
| 29      | 1995 |                  | Sevilla   | Sevilla  | Sevilla               |                      |           |           |
| 30      | 1996 |                  | Sevilla   | Sevilla  | Sevilla               |                      | Sevilla   |           |
| 31      | 1997 |                  | Betis     | Sevilla  | Betis                 |                      | Betis     |           |
| 32      | 1998 |                  | Sevilla   | Sevilla  | Sevilla               |                      | Betis     |           |
| 33      | 1999 |                  | Sevilla   | Sevilla  | Sevilla               |                      | Sevilla   |           |
| 34      | 2000 |                  | Sevilla   | Sevilla  | Sevilla               |                      | Betis     |           |
| 35      | 2001 | 13 de enero      | Betis     | Betis    | Sevilla               |                      | Betis     |           |
| 36      | 2002 |                  | Sevilla   | Sevilla  | Sevilla               |                      | Betis     |           |
| 37      | 2003 |                  | Betis     | Sevilla  | Sevilla               |                      | Betis     |           |
| 38      | 2004 |                  | Betis     | Sevilla  | Betis                 |                      | Sevilla   |           |
| 39      | 2005 | 17 de septiembre | Sevilla   | Betis    | Betis                 |                      | Betis     |           |
| 40      | 2006 | 8 de enero       | Sevilla   | Betis    | Betis                 |                      | Betis     |           |
| 41      | 2007 | 14 de enero      | Sevilla   | Sevilla  | Betis                 |                      | Betis     |           |
| 42      | 2008 | 13 de enero      | Betis     | Betis    | Betis                 |                      | Betis     |           |
| 43      | 2009 | 11 de enero      | Betis     | Betis    | Betis                 |                      | Sevilla   |           |
| 44      | 2010 | 10 de enero      | Sevilla   | Betis    | Sevilla               |                      | Betis     |           |
| 45      | 2011 | 8 de enero       | Betis     | Sevilla  | Betis                 |                      | Betis     |           |
| 46      | 2012 | 11 de noviembre  | Betis     | Sevilla  | Sevilla               |                      | Betis     |           |
| 47      | 2013 | 9 de noviembre   | Betis     | Betis    | Betis                 |                      | Sevilla   |           |
| 48      | 2014 | 8 de noviembre   | Betis     | Betis    | Betis                 |                      | Betis     |           |
| 49      | 2015 | 7 de noviembre   | Betis     | Betis    | Betis                 |                      | Sevilla   |           |
| 50      | 2016 | 12 de noviembre  | Betis     | Sevilla  | Betis                 |                      | Betis     |           |
| 51      | 2017 | 11 de noviembre  | Betis     | Sevilla  | Betis                 |                      | Betis     |           |
| 52      | 2018 | 10 de noviembre  | Betis     | Betis    | Betis                 |                      | Betis     |           |
| 53      | 2019 | 9 de noviembre   | Betis     | Betis    | Sevilla               |                      | Sevilla   |           |
| 54      | 2020 | 7 de noviembre   | Betis     | Betis    | Sevilla               |                      | Betis     |           |
| 55      | 2021 | 13 de noviembre  | Betis     | Betis    | Sevilla               |                      | Betis     |           |
| 56      | 2022 | 12 de noviembre  | Betis     | Betis    | Betis                 | Sevilla              | Betis     | Sevilla   |
| 57      | 2023 | 11 de noviembre  | Betis     | Betis    | Betis                 | Betis                | Betis     | Sevilla   |
| 58      | 2024 | 9 de noviembre   | Betis     | Betis    | Sevilla               | Sevilla              | Betis     | Betis     |